# Jean Tristan de France (1219-1232)
Jean Tristan (1219-1232) est le 4e fils de Louis VIII et de Blanche de Castille.

## Biographie
Il est né le 21 juillet et devient dès sa naissance duc d'Anjou sous le nom de Jean Ier et duc de Maine sous le nom de Jean II.
Il décède à 13 ans.